# Episodi OAV di Ranma ½
Dopo il successo della serie animata, sono stati prodotti una serie di episodi OAV tratti dal manga Ranma ½ di Rumiko Takahashi dal 1993 al 1996. In Italia sono stati distribuiti in VHS da Dynamic Italia e trasmessi tra aprile e giugno 2002 da MTV.
Per il festival del 2009 It's a Rumic World, dedicato all'autrice Rumiko Takahashi, è stato prodotto un ulteriore episodio OAV dal titolo Akumu! Shunminkō, basato sull'omonimo capitolo del XXXIV tankōbon.

## Episodi
| Nº                              | Titolo italiano Giapponese 「Kanji」 - Rōmaji - Traduzione letterale | Prima edizione    | Prima edizione                     |
| Nº                              | Titolo italiano Giapponese 「Kanji」 - Rōmaji - Traduzione letterale | Giapponese        | Italiano (trasmissione televisiva) |
| OAV #1 (2 episodi)              | |                   |                                    |
| 1                               | La spilla della discordia 「シャンプー豹変！反転宝珠の禍」 - Shampoo hyōhen! Hanten hōju no wazawai – "L'improvviso cambiamento di Shampoo! La maledizione del gioiello reversibile" | 21 ottobre 1993   | 23 aprile 2002                     |
| 1                               | Obaba dà a Shampoo una spilla particolare: se la si indossa rivolta verso l'alto fa odiare al possessore la persona amata, mentre rivolta verso il basso tutto l'imbarazzo del possessore diventa amore. |                   |                                    |
| 2                               | Natale a casa Tendo 「天道家すくらんぶるクリスマス」 - Tendō-ke Scramble Christmas (Sukuranburu Kurisumasu) – "Natale disastroso a casa Tendo" | 17 dicembre 1993  | 30 aprile 2002                     |
| 2                               | È la vigilia di Natale. Mentre Ranma compra un regalo per Akane e viceversa, il resto delle famiglie Tendo e Saotome organizzano una festa i cui ospiti saranno tutti i personaggi principali. Shampoo, Ukyo e Kodachi sono determinate a passare tutto il tempo con l'amato Ranma. Nell'episodio compare una foto di gruppo scattata all'isola delle illusioni, che riveste un ruolo centrale nella trama. |                   |                                    |
| OAV #2 (2 episodi)              | |                   |                                    |
| 3                               | Il sapore della sfida 「あかねＶＳらんま お母さんの味は私が守る！」 - Akane VS Ranma - Okā-san no aji wa watashi ga mamoru! – "Akane VS Ranma - Io proteggerò la ricetta della mamma!" | 18 febbraio 1994  | 7 maggio 2002                      |
| 3                               | Kasumi è malata e non può cucinare. Akane decide quindi di cimentarsi, ma non riesce nemmeno a bollire l'acqua benché abbia con sé il quaderno delle ricette della defunta madre. Quando però viene a far visita loro Nodoka (la madre di Ranma) cerca di aiutarla coinvolgendo anche Ranma ragazza, che si rivela essere molto più brava di Akane a cucinare.                                              |                   |                                    |
| 4                               | Una professoressa da 5 yen 「学園に吹く嵐！アダルトチェンジひな子先生」 - Gakuen ni fuku arashi! Adult Change (Adaruto Chenji) Hinako-sensei – "Una tempesta soffia sulla scuola! Professoressa Hinako Adult Change" | 21 aprile 1994    | 14 maggio 2002                     |
| 4                               | Una nuova professoressa arriva nella scuola Furinkan, la signorina Hinako, che a prima vista sembra una ragazzina ma diventa una potente e pericolosa donna con una tecnica che Happosai le ha insegnato quando era una bambina. |                   |                                    |
| OAV #3 (2 episodi)              | |                   |                                    |
| 5                               | Due eredi di troppo! (parte prima) 「道を継ぐ者・前編」 - Michi o tsugu mono – zenpen – "Eredi della strada - prima parte" | 17 giugno 1994    | 21 maggio 2002                     |
| 5                               | Due ragazze molto forti dicono di essere figlie di Soun Tendo, ma questo non le ricorda. Le due pretendono di prendere il posto di Akane nell'ereditare la palestra. Si decide così di far scontrare le due fazioni, cosa che però porterà Akane (aiutata comunque da Ranma ragazza) a perdere. |                   |                                    |
| 6                               | Due eredi di troppo! (parte seconda) 「道を継ぐ者・後編」 - Michi o tsugu mono – kōhen – "Eredi della strada - seconda parte" | 19 agosto 1994    | 28 maggio 2002                     |
| 6                               | Akane e Ranma passano diverso tempo ad allenarsi e riescono a sconfiggere le due avversarie, che alla fine si rivelano essere state abbindolate in passato da Happosai, usando per presentarsi a loro il nome dell'allievo. |                   |                                    |
| OAV Special (2 episodi)         | |                   |                                    |
| 7                               | Ricordi sopiti (parte prima) 「よみがえる記憶・上巻」 - Yomigaeru kioku – jōkan – "Risvegliando ricordi - primo volume" | 16 dicembre 1994  | 4 giugno 2002                      |
| 7                               | Akane torna nella foresta di Ryugenzawa dove quando era una bambina un ragazzo di nome Shinnosuke le salvò la vita. Lì scopre che quella volta per aiutarla stava per morire e suo nonno riuscì a farlo sopravvivere solo con l'acqua della sorgente della vita, che però scarseggia sempre di più. |                   |                                    |
| 8                               | Ricordi sopiti (parte seconda) 「よみがえる記憶・下巻」 - Yomigaeru kioku – gekan – "Risvegliando ricordi - secondo volume" | 17 febbraio 1995  | 11 giugno 2002                     |
| 8                               | Akane, con la complicità di Ranma, riesce a sconfiggere il mostro che ostruiva lo scorrimento dell'acqua della vita. |                   |                                    |
| OAV Super (3 episodi)           | |                   |                                    |
| 9                               | Il tunnel del perduto amore 「ああ呪いの破恋洞! 我が愛は永遠に」 - Aa noroi no harendō! waga ai wa eien ni – "Oh maledetto tunnel del perduto amore! Il mio amore è per sempre" | 21 settembre 1995 | 9 aprile 2002                      |
| 9                               | Ukyo, Shampoo e Ryoga portano Ranma e Akane nel tunnel del perduto amore, che secondo le dicerie riesce a far separare per sempre ogni coppia entrata nel posto. |                   |                                    |
| 10                              | L'orco malvagio 「邪悪の鬼」 - Jāku no oni – "Il demone del male" | 17 novembre 1995  | 16 aprile 2002                     |
| 10                              | Un demone sotto forma di orco malvagio "possiede" tutti i protagonisti e ne tira fuori la loro parte maligna. |                   |                                    |
| 11                              | La falsa Akane 「二人のあかね『乱馬、私を見て！』」 - Futari no Akane: „Ranma, atashi o mite!“ – "Le due Akane - „Ranma, guardami!“" | 19 gennaio 1996   | 2 aprile 2002                      |
| 11                              | In vacanza, Ranma rompe una bambola nell'hotel dove risiedono, che essendo maledetta scambia il suo corpo con quello di Akane, cercando di uccidere chi l'aveva rotta. |                   |                                    |
| It's a Rumic World (1 episodio) | |                   |                                    |
| 12                              | 「悪夢!春眠香」 - Akumu! Shunminkō – "Incubo! L'incenso del sonno di primavera" | 31 luglio 2008    | inedito                            |
| 12                              | Akane viene accidentalmente colpita dall'effetto di un incenso preparato da Happosai, destinato inizialmente a Ranma, e cade in un sonno lungo e profondo che durerà per tutta la primavera. |                   |                                    |